# Cerăt
Cerăt est une commune roumaine située dans le județ de Dolj.